# Nicolás Arachichú
Nicolás Arachichú de Armas (né le 6 juillet 1986) est un coureur cycliste uruguayen. Il est notamment devenu champion d'Uruguay sur route en 2013 et 2016.

## Palmarès
- 2013
  -  Champion d'Uruguay sur route
  - 7ea étape de la Rutas de América
  - 2e de la Vuelta a los Puentes del Santa Lucía
- 2014
  - 1re étape du Tour d'Uruguay
- 2015
  - Vuelta a los Puentes del Santa Lucía
- 2016
  -  Champion d'Uruguay sur route
  - 3ea (contre-la-montre par équipes) et 4e étapes du Tour d'Uruguay
  - Vuelta a los Puentes del Santa Lucía
- 2018
  - 2e étape de la Doble Melo-Treinta y Tres (contre-la-montre par équipes)
  - 3e de la Doble Melo-Treinta y Tres

## Classements mondiaux
| Année            | 2005 | 2006 | 2007 | 2008 | 2009 | 2010 | 2011 | 2012 | 2013 | 2014 | 2015 | 2016 |
| ---------------- | ---- | ---- | ---- | ---- | ---- | ---- | ---- | ---- | ---- | ---- | ---- | ---- |
| UCI America Tour | 287e |      |      |      |      |      |      |      |      |      |      | 372e |